# Gaztransport & Technigaz
Gaztransport & Technigaz (kurz GTT) ist eine französische Gesellschaft, die Anlagen zum Transport und zur Lagerung von Flüssiggas plant. Die Technik kommt in erster Linie auf Schiffen aber auch auf dem Land zur Anwendung. Hauptkunde sind Schiffswerften, die LNG-Tanker herstellen. Sitz der Gesellschaft ist Saint-Rémy-lès-Chevreuse, ein Vorort von Paris. Das Unternehmen entstand 1994 aus der Fusion von Technigaz und Gaztransport. Die Gesellschaft gilt heute auf dem Gebiet der LNG-Technik als weltweiter Marktführer.

## Geschichte

### Technigaz (1963–1994)

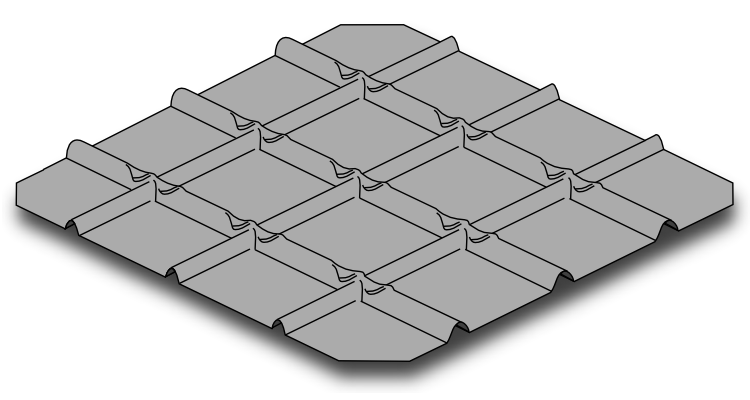
Schema der Tankmembran

Gegründet wurde Technigaz – eine der beiden Vorgängergesellschaften – 1963 als Tochterunternehmen von der Reederei Gazocean, einer gemeinsame Gesellschaft von Gaz de France und der Schifffahrtsgesellschaft NYK Line.
Technigaz hatte den Auftrag Erdgas per Schiff von Algerien nach Frankreich zu transportieren und die dazu notwendige Technik zu entwickeln. Das Unternehmen entwickelte sein erstes Mark I Containment-System, das es 1964 patentierte. Im gleichen Jahr wurde das erste Versuchsschiff mit kryogener Technik für den Gastransport, die Pythagore, in Betrieb genommen werden. Es konnte 630 m³ Flüssiggas transportieren und wurde im Juni 1964 in Betrieb genommen.
Die technische Besonderheit waren patentierte Wandauskleidungspaneele für die Membrantanks, die auf einer ursprünglich von Bo Bengsston erdachten Waffelmembran basierte. Die Auskleidung dient der Isolation, das Material muss zudem den tiefen Temperaturen standhalten. Die Paneele müssen ebenfalls den Temperaturunterschied aushalten, der sich zwischen einem vollen und einem leeren Tankzustand ergibt. Im Zeitraum bis 1979 wurden zwölf LNG Tankschiffe mit der neuen Technik ausgerüstet.
1983 wurde Technigaz an die Amrep Gruppe verkauft, die jedoch ein Jahr später Insolvenz anmelden musste. Neuer Eigentümer wurde danach Bouygues.

### Gaztransport (1965–1994)
Die andere Vorgängergesellschaft, Gaztransport, wurde 1965 von vier französischen Unternehmen gegründet. Vorausgegangen waren die Entdeckung der riesigen Methanvorkommen von Hassi R’mel im Jahr 1959 und folgende Entwicklungsarbeiten des Schiffsausrüsters Worms Group, der auch Mehrheitseigentümer der neuen Gesellschaft wurde, um nach einer Lösung für den Transport von flüssigem Methan auf dem Seeweg zu suchen.
Ein Team unter der Leitung von Pierre Jean wurde beauftragt, an einer kryogenen Membran zu arbeiten, die mit einem Film aus Invar, einer Eisen- und Nickellegierung, die einen sehr geringen Ausdehnungskoeffizienten hat, ausgekleidet war. Ein erstes Patent wurde im April 1963 angemeldet und führte in den folgenden zwei Jahren zu zahlreichen Modellversuchen; ein weiteres Patent im März wurde 1965 angemeldet. Die Firma Gaztransport wurde so 1965 auf Initiative von Audy Gilles (Leiter der Arbeitsgruppe) gegründet und am 10. Januar 1969 ins Handelsregister eingetragen.
Die Reederei Worms (Mehrheitsaktionär mit 51 %) beschloss, ein Versuchsschiff zu bauen. Das erstes Schiff war die 1966 fertiggestellte Hippolyte Worms, die 30.000 m³ Propan transportieren konnte und sich auf die Patente von Pierre Jean stützte. Das Schiff bewährte sich und in den folgenden Jahren erhielt die Gesellschaft weitere Aufträge zum Bau von Flüssiggas Tankschiffen, die vor allem zwischen Alaska und der US-Westküste eingesetzt waren. 1986 änderte sich die Aktionärsstruktur von Gaztransport. GDF wurde Mehrheitsaktionär mit 51 %, neben Total mit 39 % und Worms, das 10 % der Anteile behielt.
Ende der 1980er Jahre kam die Nachfrage nach LNG-Tankern zum Stillstand. Von 1978 bis 1990 erhielten weder Technigaz noch Gaztransport Aufträge zum Bau neuer Schiffe. Die Gesellschaften konzentrierten sich auf das Servicegeschäft und auf Entwicklungsarbeiten.

### Gaztransport & Technigaz (GTT)
Im Zuge des Geschäftsrückgangs fusionierten die beiden bisherigen Wettbewerber Gaztransport und die maritimen Betriebsabteilung von Technigaz 1994 zur „Gaztransport & Technigaz“ (GTT). Größter Anteilseigner mit 40 % wurde Gaz de France (GDF) vor Total und Bouygues Offshore, die jeweils 30 % hielten. Nach der Fusion stieg das Geschäftsvolumen schrittweise wieder an. Es wurden weitere Tochtergesellschaften in den wichtigen Märkten der Welt aufgebaut. Vor allem in den letzten Jahren ergaben sich hohe Zuwachsraten. Der Auftragsbestand zum 31. Dezember 2022 betrug 1594 Mio. €., der Betrag entspricht dem fünffachen Jahresumsatz von 2022.
Im Jahr 2006 erhielt GTT wieder die Exklusivrechte an der Onshore-Speichertechnologie, die in den 1960er Jahren von Technigaz entwickelt worden war und Mitte der 1990er Jahre an eine Tochtergesellschaft von Bouygues Offshore lizenziert worden war.
2012 gründete GTT die Dienstleistungstochter Cryovision.
2014 wurden die Aktien von GTT an der Pariser Börse eingeführt und im Juni in den französischen Index SBF 120 aufgenommen.
2021 hat GTT eine Zusammenarbeit mit der Reederei CMA CGM begonnen, um die Containerschiffe von CMA CGM mit LNG Tanks für die Motoren auszurüsten. Im ersten Schritt werden 12 Schiffe umgerüstet. Mit Shell arbeitet GTT zusammen, um Schiffe für den Transport von flüssigem Wasserstoff zu entwickeln.

## Dienstleistungen
Die Gesellschaft versteht sich als Ingenieurbüro, das Anlagen zur Speicherung und zum Transport von Flüssiggas entwickelt aber nicht selbst baut. Wesentliche Einnahmequelle sind Serviceleistungen und Lizenzgebühren für Technologie. Die Dienstleistungen umfassen Engineering, Beratung, Schulung, Wartung und technisches Design. Der Kunde wird bei der Verbesserung der betrieblichen Effizienz unterstützt und es wird ihm geholfen, Sicherheitsanforderungen zu erfüllen. Die Gesellschaft besitzt eigene Prüflabore und betreibt Forschung. Es bestehen Partnerschaften mit Forschungseinrichtungen, Ingenieurbüros, Laboren und Universitäten.
Die Gesellschaft betreibt einen hohen Entwicklungsaufwand, um den technischen Vorsprung im Markt zu halten. Allein im Jahr 2022 wurden 63 neue Patente angemeldet. Insgesamt hält die Gesellschaft 2281 Patente (Stand Oktober 2022).
Die technische Herausforderung bei der LNG Technik ist die sichere Kryogenisierung des Gases. Das Gas muss je nach seiner Beschaffenheit auf bis zu −163 °C gekühlt werden, damit es flüssig wird. Im flüssigen Zustand reduziert sich das Volumen um einen Faktor von bis zu Sechshundert.
Technische Besonderheit von GTT sind die sogenannten Membrantanks. Die Membran ist die Tankhülle, sie kann direkt innen auf die Versteifungselemente des Schiffsrumpfs aufgebracht werden. Anders als bei kugel- oder zylinderförmigen Behältern zum Gastransport kann der Schiffsraum optimal genutzt werden und es werden keine zusätzlichen tragenden Bauteile benötigt. Die Membran dient der Isolation, um eine möglichst geringe Verdampfung zu gewährleisten. Sie besteht aus Materialien, die den Tiefsttemperaturen standhalten. Die Gesellschaft bietet verschiedene technische Lösungen zur Tankmembran an.